# Tjänsteman
Tjänsteman eller tjänsteperson är en person som tillhör en viss samhällsklass eller yrkeskategori. I offentlig verksamhet är tjänstemän, till skillnad från förtroendevalda, befattningshavare som är anställda hos myndigheten och uppbär lön för sitt arbete.
En tjänsteman skilde sig ursprungligen från en arbetare genom att i sitt yrke producera tjänster i stället för varor. I dag handlar skillnaden snarast om utbildningsform; en tjänsteman har i allmänhet, till skillnad från arbetaren, genomgått gymnasium eller teoretisk gymnasieskola och akademiska studier. Det kan också finnas en skillnad i anställningsförhållandets karaktär, varvid tjänstemän i den offentliga sektorn är anställda i tjänsteförhållande, med tjänsteansvar, i motsats till vanliga anställda i arbetsavtalsförhållande.

## Finland
I finländsk lagstiftning skiljer man mellan anställda i arbetsavtalsförhållande och anställda i tjänsteförhållande till stat, kommun, kommunförbund, evangelisk-lutherska kyrkan, det ortodoxa kyrkosamfundet eller vissa andra offentligrättsliga organisationer. För tjänstemän gäller särskilda bestämmelser om bland annat tjänsteansvar och uppsägningsskydd.
Med tjänsteman kan man alltså i Finland antingen avse innehavaren av en tjänst, i tjänsteförhållande till en offentligrättslig institution (finska: virkamies), eller en person med ett arbete som förutsätter teoretisk utbildning (finska: toimihenkilö), i motsats till arbetare och i likhet med hur ordet numera används i Sverige.
Akademiskt utbildade tjänstemän inom både den offentliga och den privata sektorn organiseras fackligt främst inom Akava, övriga tjänstemän främst inom Tjänstemannacentralorganisationen.

## Sverige
I Sverige organiseras tjänstemän fackligt av TCO- och Saco-förbunden samt Ledarna. Undantaget är tjänstemän inom kooperationen och arbetarrörelsen som organiseras i Handelsanställdas förbund. De svenska tjänstemännens fackliga organisationsgrad är numera högre än arbetarnas, 73 procent respektive 59 procent 2022.
En av förklaringarna till den höga organisationsgraden är att de svenska tjänstemännen har egna fackförbund och centralorganisationer.

## Tjänsteperson
Sveriges språkvårdande myndighet Institutet för språk och folkminnen rekommenderar beteckningen tjänsteperson, eftersom den uppfattas som mer könsneutral än tjänsteman. I de fall det inte går att använda ordet tjänsteperson rekommenderas andra språkliga strategier som att skriva handläggare eller anställd.
Under sent 2010-tal och under 2020-talet beslutade ett ökande antal kommuner och organisationer att anamma det könsneutrala ordet tjänsteperson istället för tjänsteman. Till dessa hör paraplyorganisationen Sveriges Kommuner och Regioner, Uppsala kommun, Malmö stad, Sala kommun, Avesta kommun, samt Strömstads kommun.
Ett argument mot användningen av tjänsteperson är att tjänsteman över åren har vunnit hävd, samt att ordet tjänsteperson skulle vara opersonligt.
I Finland används termen tjänsteinnehavare synonymt om tjänstemän i kommunal tjänst.